# Wallis Grahn
Wallis Grahn (født 13. februar 1945 i Stockholm, død 18. januar 2018) var en svensk skuespillerinde. Hun var blandt andet kendt for sin rolle som Gerd Sjögren i tv-serien Rederiet.

## Udvalgt filmografi
- Det sidste eventyr (1974)
- Mackan - bare 14 (1977)
- Mor gifter sig (tv-serie, 1980)
- Babels hus (tv-serie, 1981)
- Pelle Haleløs (animationsfilm, 1981)
- Den enfoldige morder (1982)
- Mamma (1982)
- Med lille Klas i kufferten (1984)
- Ærter og knurhår (1986)
- 1939 (1989)
- Rederiet (tv-serie, 1992-1994)
- Roseanna (1993)
- Pippi Langstrømpe (animationsfilm, 1997)
- Hele herligheden (1998)
- Labyrinten (tv-serie, 2000)
- Den 5. kvinde (tv-serie, 2002)
- LasseMajas detektivbyrå (tv-serie, 2006)
- Playa del Sol (tv-serie, 2009)
- Solsidan (tv-serie, 2011)
- Manden der ikke var morder (tv-serie, 2013)